# Розенбуш, Карл Генрих Фердинанд
Карл Генрих Фердинанд Розенбуш (нем. Karl Heinrich Ferdinand Rosenbusch; 24 июня 1836 — 20 января 1914) — немецкий геолог и педагог.

## Биография
С 1869 года — приват-доцент во Фрайбургском университете.
С 1873 года — профессор минералогии и геологии в Страсбургском.
С 1878 года — профессор петрографии Гейдельбергском университетах.
С 1889 года, также директор геологического комитета в Бадене.
Разработал физико-оптический метод определения минералов в шлифах горных пород, для этого усовершенствовал поляризационный микроскоп и описал оптический метод исследования.
Описал кристаллизацию магмы, как основную причину разнообразия изверженных пород.
Выделил различные типы метаморфизма горных пород.
Ввёл в науку Число Розенбуша (атомное чимло (%) горной породы, количество катионов в горных породах) и Правило Розенбуша (порядок кристаллизации минералов из магмы).

## Публикации
- Mikroskopische Physiographie der massigen Gesteine. — 2-е изд. — Stuttgart, 1887;
- Mikroskopische Physiographie der Mineralien und Gesteine. — 3-е изд. — 2 тт. — Stuttgart, 1892;
- Die Steiger Schiefer und ihre Kontaktzone an den Granititen von Barr-Andlau. // Abhandlungen zur geologischen Spezialkarte von Elsass-Lothringen. — Т. I. — Strasbourg, 1875;
- Hilfstabellen zur mikroskopischen Mineralbestimmung in Gesteinen. — Stuttgart, 1888.

Вместе с Клейном и Бенеке Розенбуш редактировал в 1879—1884 годах «Neues Jahrbuch für Mineralogie, Geologie und Paläontologie».